# Fermeture du département de l'Éducation des États-Unis ordonnée par Donald Trump
Le 20 mars 2025, le président des États-Unis Donald Trump a signé un décret visant à démanteler le département de l'Éducation des États-Unis, une institution fédérale créée en 1979 sous la présidence de Jimmy Carter. Ce décret s'inscrit dans une série de mesures visant à réduire le rôle du gouvernement fédéral et à décentraliser les politiques publiques, en particulier celles liées à l'éducation. Bien que cette décision ait été saluée par la droite américaine, elle a suscité de vives critiques et résistances de la part des élus démocrates, des syndicats d'enseignants et de certains experts en éducation. Cette décision, qui s'inscrit dans le cadre de l'agenda politique de Trump, vise à éliminer un département fédéral qu'il juge trop interventionniste. L'initiative fait partie de ses efforts pour réduire l'implication du gouvernement fédéral dans la gestion des politiques éducatives, une promesse formulée lors de sa campagne électorale.
Trump a exprimé son mécontentement vis-à-vis du département, fondé en 1979 sous la présidence de Jimmy Carter, soulignant que ses interventions étaient trop coûteuses et souvent inefficaces. Il a annoncé : « Nous allons le fermer et le fermer le plus rapidement possible », mettant en avant l'idée d'un retour de l'éducation sous le contrôle des États. Le président a ajouté que cette initiative visait à alléger les finances publiques et à éliminer ce qu'il considérait comme une « bureaucratie » inefficace.

## Contexte et objectifs de la fermeture
Le département de l'Éducation joue un rôle limité mais essentiel dans le système éducatif américain. Bien que le système éducatif des États-Unis soit largement décentralisé, avec des décisions prises à l'échelle des États, le gouvernement fédéral intervient dans la distribution de subventions, l'établissement de standards éducatifs et la garantie de l'égalité des chances, notamment pour les élèves défavorisés ou en situation de handicap.
Donald Trump, dans le cadre de sa politique de réduction des dépenses publiques et de décentralisation des pouvoirs, a annoncé vouloir fermer cette institution fédérale afin de rendre plus de responsabilités aux États. Le président a affirmé que la fermeture du département permettrait de réduire la bureaucratie fédérale et de rendre l'éducation aux États.

## Décret présidentiel

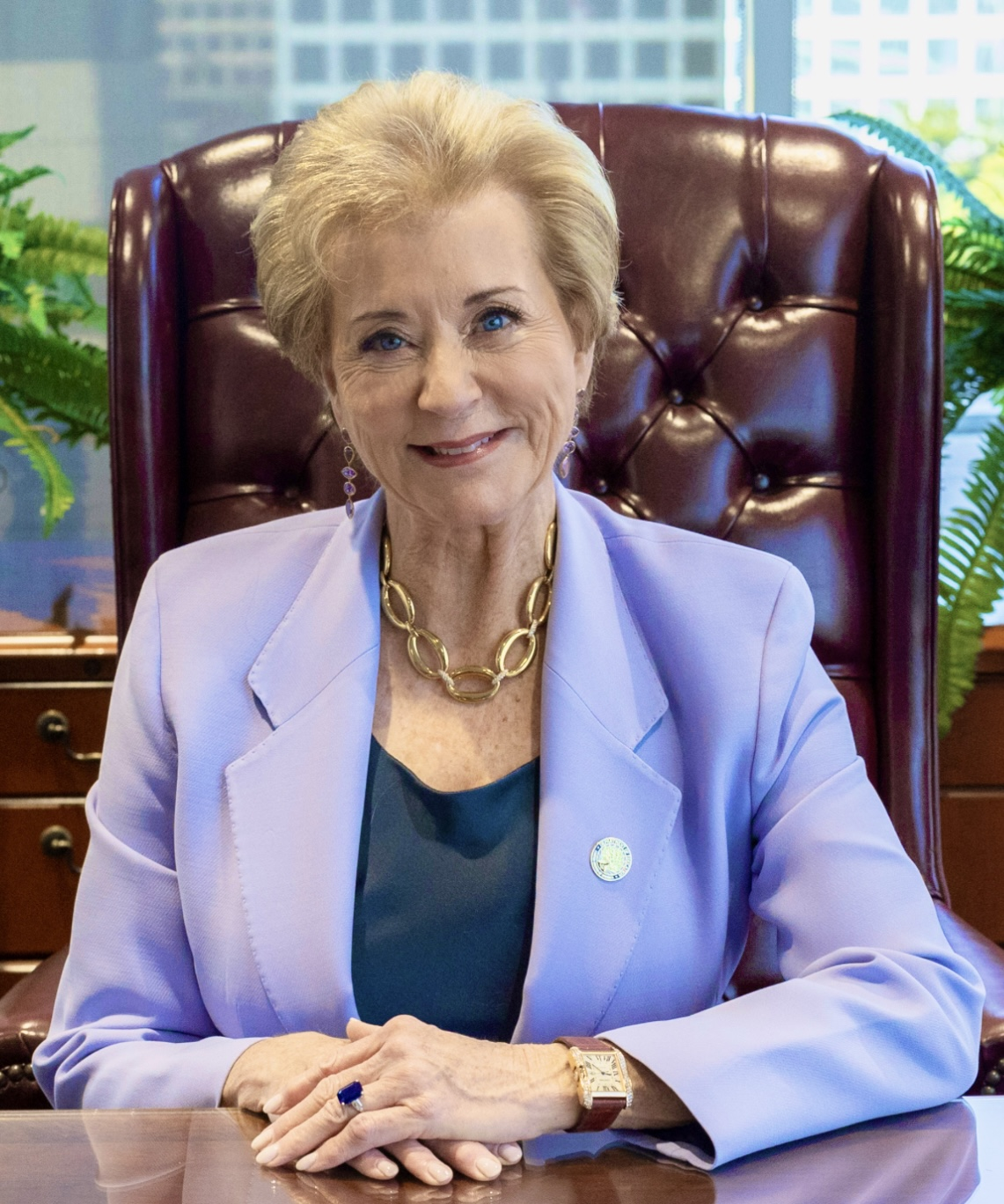
Linda McMahon, secrétaire à l'Éducation, est chargée de mener le démantèlement de son propre département.

Le décret signé par Trump le 20 mars 2025 donne à la secrétaire à l'Éducation, Linda McMahon, le mandat de commencer le processus de démantèlement du département de l'Éducation,. Dans ce cadre, McMahon a déjà procédé à la suppression de quelque 2 000 à 100 000 postes au sein de l'institution,, soit environ la moitié de l'effectif total.
Le décret a été bien accueilli par les partisans de la droite conservatrice et les mouvements évangéliques, qui accusent le département de l'Éducation d'imposer des politiques progressistes jugées contraires à leurs valeurs. Ces groupes voient dans la fermeture du ministère une victoire contre l'enseignement des idées « woke » et la promotion des droits des minorités, y compris les droits des LGBT+ et les questions liées à la race.

## Réactions et contestations
La décision de Trump a immédiatement provoqué des réactions politiques et judiciaires. Chuck Schumer, chef des démocrates au Sénat, a qualifié cette mesure de « coup de force tyrannique » et a appelé à une action judiciaire pour l'empêcher. Selon lui, cette décision représente « l'une des mesures les plus destructrices et dévastatrices » prises par l'administration Trump.
Le sénateur républicain Bill Cassidy a néanmoins soutenu l'objectif de Trump en introduisant un projet de loi visant à obtenir la fermeture du Département par l'intermédiaire du Congrès. Cependant, pour que la fermeture soit effective, le Congrès devra adopter une loi avec l'approbation d'une majorité de 60 votes au Sénat, une tâche difficile puisque les républicains disposent de 53 sièges sur 100.
Les syndicats d'enseignants, à travers des figures comme Randi Weingarten (en), ont également dénoncé cette initiative, affirmant qu'elle visait à « détruire l'éducation publique » et à « favoriser une agenda réactionnaire ». De nombreux parents et experts en éducation ont exprimé leur inquiétude quant à l'impact de cette décision sur les inégalités scolaires et sur le financement des écoles dans les zones défavorisées.

## Réactions des partis politiques
Les républicains, en particulier ceux issus du mouvement pour les droits des parents, soutiennent largement la décision de Trump. Ils estiment que la gestion de l'éducation devrait revenir aux États et que l'État fédéral a trop d'influence sur les programmes scolaires et les pratiques pédagogiques. Les gouverneurs républicains, comme Ron DeSantis (Floride) et Greg Abbott (Texas), ont exprimé leur soutien à la fermeture du département, arguant que cela donnerait aux États plus de pouvoir pour définir leurs propres politiques éducatives.
En revanche, les démocrates et de nombreux syndicats d'enseignants ont fermement critiqué cette décision, la considérant comme une attaque contre l'éducation publique. La présidente de la Fédération américaine des enseignants (en) (AFT), Randi Weingarten, a dénoncé la fermeture du ministère comme un coup porté à l'enseignement des plus vulnérables et un moyen pour l'administration Trump de promouvoir des politiques réactionnaires.

## Conséquences du démantèlement
Le démantèlement du département de l'Éducation pourrait avoir plusieurs conséquences, notamment sur la répartition des fonds fédéraux,. Le département joue un rôle clé dans l'allocation de subventions fédérales à destination des écoles situées dans des zones économiquement et socialement défavorisées. Il est également responsable de la gestion des prêts étudiants fédéraux et des bourses Pell pour les étudiants issus de familles à faible revenu.
La fermeture du département pourrait entraîner une perte de coordination fédérale et une augmentation des disparités éducatives entre les États, en particulier dans les domaines de l'inclusion et de l'égalité des chances. Certains experts estiment que cela pourrait affaiblir les protections contre la discrimination dans les systèmes éducatifs locaux, notamment en matière de race, de genre et de handicap.
Bien que la fermeture du département de l'Éducation fasse partie des priorités de l'administration Trump, cette mesure rencontre des résistances au sein même du Parti républicain. Le sénateur Bill Cassidy a annoncé qu'il introduirait un projet de loi pour faciliter la fermeture du Département, mais cette initiative pourrait être entravée par les divisions internes du Parti républicain et la nécessité d'obtenir l'approbation du Sénat.
Cette décision suscite déjà une opposition de la part des procureurs généraux d'États américains dirigés par des démocrates. Ces derniers ont déposé, la semaine précédente, un recours judiciaire visant à empêcher la suppression du département de l'Éducation et à stopper le licenciement d'environ la moitié du personnel enseignant.

## Contexte idéologique et politique
Cette décision s'inscrit dans le cadre des guerres culturelles qui marquent la politique américaine depuis plusieurs années. Les républicains, soutenus par des groupes conservateurs et religieux, ont souvent critiqué l'influence croissante des politiques progressistes dans les écoles publiques. Ces derniers estiment que l'éducation publique devient un terrain de lutte idéologique, en particulier concernant les questions de diversité, d'égalité raciale et de droits des minorités sexuelles.
De l'autre côté, les démocrates et les défenseurs de l'éducation publique voient dans cette attaque contre le Département de l'Éducation une tentative de renoncer aux valeurs d'égalité et d'inclusion dans l'enseignement public, au profit d'une approche plus conservatrice et décentralisée.

## Impact sur l'éducation aux États-Unis
Bien que le système éducatif américain soit déjà très décentralisé, le département de l'Éducation joue un rôle crucial en matière de financement, notamment pour les zones à faible revenu. L'une de ses missions principales est la gestion des bourses Pell, qui aident les étudiants à faible revenu à financer leurs études, ainsi que l'administration des prêts étudiants. Le département alloue également des subventions aux écoles qui accueillent des élèves en situation de handicap et supervise la mise en œuvre des politiques d'égalité des chances.
De plus, le département est chargé de la surveillance des politiques éducatives pour garantir qu'elles respectent les droits des étudiants, notamment en matière de lutte contre les discriminations raciales et économiques. La disparition de ce mécanisme de surveillance pourrait entraîner un affaiblissement des efforts pour assurer l'égalité des chances pour tous les élèves, quel que soit leur milieu social.
La fermeture du département risquerait de compromettre ces programmes et de laisser une plus grande latitude aux gouvernements des États, qui pourraient ne pas être en mesure de compenser ces pertes de financement. En outre, certains experts soulignent que la perte de l'autorité fédérale pourrait augmenter les disparités éducatives entre les différents États, notamment en matière de lutte contre les discriminations raciales et économiques.

## Développement de la guerre culturelle
La décision de Trump s'inscrit également dans le cadre d'une guerre culturelle plus large, où les conservateurs s'opposent aux politiques progressistes, notamment en ce qui concerne les questions de diversité et de droits des minorités. Les républicains, et particulièrement les mouvements évangéliques, accusent les écoles publiques de promouvoir des idéologies progressistes, telles que les politiques d'inclusion pour les élèves LGBT+ ou les programmes sur les questions raciales et de genre. Dans certains États, des révisions des programmes scolaires ont déjà été entreprises, notamment en Floride et au Texas, pour modifier les contenus liés à l'histoire de l'esclavage ou pour retirer des livres traitant de l'homosexualité et du racisme.
La fermeture du département de l'Éducation des États-Unis représente un bouleversement majeur dans le paysage éducatif du pays. Bien que le processus de démantèlement complet nécessite encore l'approbation du Congrès, l'initiative de Donald Trump suscite un large débat sur l'avenir de l'éducation aux États-Unis et sur le rôle du gouvernement fédéral dans la gestion de ce domaine crucial. Les critiques de cette décision soulignent le risque de disparités accrues et de discrimination systémique dans les systèmes éducatifs locaux, tandis que ses partisans y voient un moyen de promouvoir l'autonomie des États et de réduire la bureaucratie fédérale.

## Défis juridiques et politiques
Bien que le décret signé par Trump marque un premier pas vers la fermeture du département, l'initiative nécessite une législation spécifique pour être mise en œuvre complètement. Pour procéder à la fermeture du ministère, le Congrès des États-Unis doit adopter une loi. Cela nécessite l'accord d'au moins 60 sénateurs, un nombre difficile à atteindre, étant donné la majorité actuelle des républicains au Sénat.
Certaines actions entreprises par Trump et son administration, comme la réorganisation de l'USAID (Agence des États-Unis pour le développement international),,, ont déjà été contestées en justice. Il est donc probable que la fermeture du ministère de l'Éducation fasse face à des recours devant les tribunaux, en particulier de la part des gouvernements d'États dirigés par des démocrates, qui pourraient voir dans cette mesure une atteinte à l'égalité d'accès à l'éducation.

## Perspectives d'avenir
Bien que la fermeture totale du département de l'Éducation nécessite l'aval du Congrès, l'annonce de cette mesure marque un tournant dans la politique éducative des États-Unis. Elle représente également une nouvelle étape dans la volonté de l'administration Trump de réduire l'influence du gouvernement fédéral dans les affaires locales et de promouvoir les politiques d'autonomie des États.
Les débats sur l'avenir de l'éducation aux États-Unis devraient continuer à diviser la classe politique, avec des implications majeures pour la structure du système éducatif et les politiques de financement de l'éducation publique.